# Partido judicial de Albacete
El partido judicial de Albacete es  el partido judicial n.º 1 de la provincia de Albacete, es un partido judicial de España con sede en la ciudad de Albacete, cuyo ámbito de actuación corresponde a la capital y a 15 municipios de su entorno. 
Es el partido judicial número 1 de la provincia de Albacete, que se divide en 7 partidos judiciales, y uno de los 31 partidos judiciales en los que se divide la comunidad autónoma de Castilla-La Mancha.

## Historia
El partido judicial de Albacete fue creado por real decreto en 1983.

## Extensión
Se circunscribe al término municipal de la ciudad de Albacete, cabeza del partido y sede de las instituciones judiciales, y a 15 municipios de su entorno: Alcadozo, Balazote, Barrax, Chinchilla de Montearagón, Corral-Rubio, La Gineta, La Herrera, Hoya-Gonzalo, Peñas de San Pedro, Pétrola, Pozohondo, Pozo Cañada, Pozuelo, San Pedro y Valdeganga, fundamentalmente de su área metropolitana.

## Juzgados
El partido judicial cuenta con 9 juzgados de primera instancia, 3 juzgados de instrucción, 3 juzgados de lo social, 2 juzgados de lo contencioso administrativo, un juzgado de lo mercantil, un juzgado de violencia sobre la mujer, 3 juzgados de lo penal, un juzgado de menores o 15 juzgados de paz, entre otros.

## Sede
La sede del partido judicial de Albacete es la Ciudad de la Justicia de Albacete, situada en el noroeste de la capital albaceteña.